# Syndyophyllum occidentale
Syndyophyllum occidentale là một loài thực vật có hoa trong họ Đại kích. Loài này được (Airy Shaw) Welzen miêu tả khoa học đầu tiên năm 1995.